# Gran Prix
Il Gran Prix è un torneo annuale della federazione messicana di lucha libre CMLL.
È stato promosso con discontinuità sin dal 1994. L'ultima edizione è del 2008. Il torneo si è svolto secondo diversi formati, talora adottando il concetto dello scontro tra atleti cittadini di stati differenti gli uni contro gli altri. 
L'idea del torneo ed il suo nome sono un omaggio all'International Wrestling Gran Prix, torneo internazionale di puroresu tenutosi in più edizioni in Giappone nella NJPW di Antonio Inoki. Si tratta di un torneo divenuto leggendario per il calibro dei suoi partecipanti ed il contesto delle loro esibizioni, il Madison Square Garden di New York.

## Vincitori
Di seguito si riportano i nomi dei vincitori delle diverse edizioni del torneo:
- 1994: Rayo De Jalisco Jr..
- 1995: Head Hunter A.
- 1996: El Hijo del Santo.
- 1997: Steel.
- 1998: Apolo Dantes.
- 1999: edizione non tenutasi.
- 2000: edizione non tenutasi.
- 2001: edizione non tenutasi.
- 2002: Mascara Magica.
- 2003: Dr. Wagner Jr.
- 2004: edizione non tenutasi.
- 2005: Atlantis.
- 2006: Último Guerrero (1).
- 2007: Último Guerrero (2).
- 2008: Alex Shelley.